# باول كوهن (لاعب هوكي الجليد)
باول كوهن هو لاعب هوكي الجليد كندي، ولد في 31 يناير 1965 في تورونتو في كندا.

## وصلات خارجية
- باول كوهن على موقع EliteProspects.com (الإنجليزية)
- باول كوهن على موقع HockeyDB.com (الإنجليزية)